# Г'юберт Селбі-молодший
Г'юберт Селбі-молодший (англ. Hubert Selby Jr.) — американський письменник, який насамперед відомий як автор романів «Реквієм по мрії» та «Останній поворот на Бруклін», у яких досліджується життя «низів» та жорстокий нью-йоркський злочинний світ.

## Біографія
Народився 23 липня 1928 року в Брукліні, Нью-Йорк, США. 1944 року залишив навчання в школі та вступив на службу до торгового флоту. 1947 року корабельний лікар діагностував у Селбі туберкульоз, тому найближчі три з половиною роки він провів у лікарні, де йому видалили десять ребер та назначили курс експериментального лікування, що, зокрема, включав у себе антибіотик стрептоміцин. Перебуваючи на лікарняному ліжку, Селбі також приймав морфін, демерол, кодеїн, різні снодійно-седативні засоби та навіть героїн, що призвело до наркотичної залежності, яку він не міг побороти протягом тривалого часу. Ось як про цей свій період життя згадує сам письменник:
|  | Коли ти проводиш більш ніж три роки у ліжку, це впливає на твоє життя, а те, що впливає на твоє життя, залишає відбиток на твоїй роботі. Я також вважаю, що розуміння життя приходить лише тоді, коли ти вмираєш, або наближаєшся зовсім близько до смерті. Перебування у ліжку також надає тобі більше можливостей, ніж зазвичай, аби зазирнути всередину себе та довідатись що достеменно відбувається. До того часу я ніколи не читав книг. Саме там все й почалось: читання, а згодом й бажання писати. Оригінальний текст (англ.) You spend 3+ years in bed and it affects your life and everything that affects your life affects your work. I also believe that you don't understand life until you die or come close to dying. That may have a lot to do with the nature of my writing. Lying in bed also gives you a greater opportunity than usual to look inside yourself and find out exactly what's going on. I had never read a book until then. That's where it all started: reading and then a desire to write. |

Допоки письменник та друг дитинства Гільберт Соррентіно не порадив йому зайнятися письменництвом, Селбі протягом деякого часу доводилось працювати клерком, страховим оцінювачем та позаштатним копірайтером. 1961 року на сторінках журналу «Провінстаун Рев'ю» світ побачило перше його оповідання під назвою «Тралала», яке розповідало про групове зґвалтування повії на автостоянці.
1964 року Селбі опублікував свій перший роман — «Останній поворот на Бруклін», який насправді є збіркою, що складається з шести оповідань, об'єднаних спільним наративом. У книзі розповідається про життя в міських районах, де панує злочинність, проституція та наркоманія. В Італії вийшла заборона на публікацію книжки, а в Англії навіть пройшов судовий процес щодо непристойності твору, однак 1966 року книгу зрештою таки опублікували.
Після успіху своєї першої книжки, Селбі переїхав до Лос-Анджелеса, де спускав усі зароблені гроші на героїн та алкоголь. Потрапивши 1967 року на декілька місяців до в'язниці за володіння наркотиками, Селбі зрештою переосмислив своє життя, перебрався до Західного Голлівуду (Каліфорнія) та зав'язав з наркотичними речовинами. 1971 року вийшов його другий роман — «Кімната», що розповідав про ув'язненого, який у своїй голові вигадує всілякі катування для поліцейського, відповідального за його арешт. 1976 року світ побачив малоуспішний роман «Демон», який розповідав про чоловіка, внутрішній демон якого схиляє його до хтивості та постійної потреби до гріха, а 1978 року — «Реквієм по мрії», де розглянута темна сторона поняття «американська мрія». 1983 року Селбі переїхав до Лос-Анджелера, де протягом наступних двадцяти років викладав креативне письмо в Університеті Південної Каліфорнії. Помер 26 квітня 2004 року від хронічного обструктивного захворювання легень.

## Особисте життя
Загалом одружувався тричі. Від останнього шлюбу зі Сюзанн Вікторією Селбі має чотирьох дітей.

### Твори
- Last Exit to Brooklyn (роман, 1964) — «Останній поворот на Бруклін[en]»;
- The Room (роман, 1971) — «Кімната[en]»;
- The Demon (роман, 1976) — «Демон[en]»;
- Requiem for a Dream (роман, 1978) — «Реквієм по мрії[en]»;
- Song of the Silent Snow (збірка короткої прози, 1986) — «Пісня про тихий сніг»
- The Willow Tree (роман, 1998) — «Верба[en]»
- Waiting Period (роман, 2002) — «Період очікування»

### Фільмографія
- Jour et Nuit — «День і ніч», як сценарист. Франція / Швейцарія (1986)
- Last Exit to Brooklyn — «Останній поворот на Бруклін[en]», як автор та актор. США/Німеччина (1989)
- Scotch and Milk — «Скотч та молоко», як актор (Каббі). США (1998)
- Requiem for a Dream — «Реквієм за мрією», як сценарист та актор. США (2000)
- Fear X — «Страх X», як сценарист. Данія / Велика Британія / Канада (2003)

### Документальні фільми
- Hubert Selby Jr: It/ll Be Better Tomorrow — «Г'юберт Селбі-молодший: Завтра буде краще» (2005)

## Переклади українською
- Г’юберт Селбі-молодший. Реквієм по мрії. — Х. : КСД, 2017. — 320 с. — ISBN 978-617-12-2473-5.